# 埃爾德納 (伊利諾伊州)
埃爾德納（英語：Eldena）是位於美國伊利諾伊州李縣的一個非建制地區。該地的面積和人口皆未知。

## 地理
埃爾德納的座標為41°46′16″N 89°24′36″W / 41.77111°N 89.41000°W，而該地的平均海拔高度為244米（即801英尺）。